# کرکیا

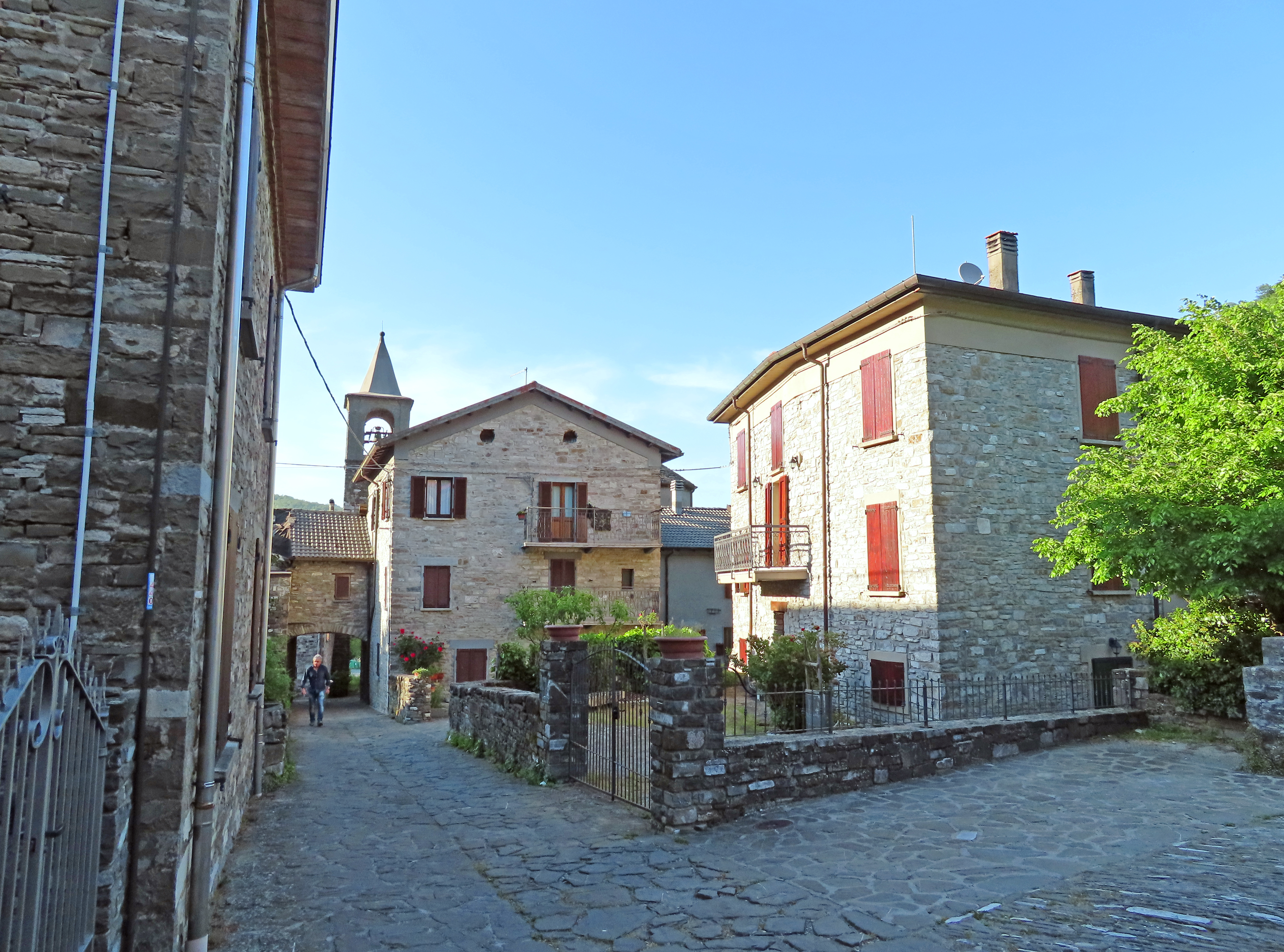
تصویر چند خانه در این منطقه

کرکیا (به ایتالیایی: Corchia) یک منطقهٔ مسکونی در ایتالیا است که در برچتو واقع شده‌است.